# 庫別納河
庫別納河是俄羅斯的河流，流經阿爾漢格爾斯克州和沃洛格達州，最終注入庫邊斯科耶湖，河道全長368公里，流域面積11,000平方公里，河畔城鎮有哈羅夫斯克。
59°54′N 29°04′E / 59.900°N 29.067°E